# Llista d'alcaldes de Sant Esteve de Palautordera
Llista d'alcaldes de Sant Esteve de Palautordera:
- Josep Monclús i Pineda (1897 - 1901)
- Segimon Vila i Pujol (1902 - 1910)
- Esteve Riu i Busquets (1910 - 1912)
- Josep Monclús i Pineda (1912 - 1912)
- Antoni Monclús i Batalla (1912 - 1914)
- Joan Tapias i Abril (1914 - 1914)
- Antoni Monclús i Batalla (1914 - 1916)
- Esteve Riu i Busquets (1916 - 1920)
- Victorià Pedragosa i Monclús (1920 - 1920)
- Elias Monclús i Mateu (1920 - 1923)
- Josep Vulart i Riera (1923 - 1926)
- Josep Font i Ventura (1926 - 1928)
- Andreu Puig i Codina (1928 - 1929)
- Ramon Miralpeix i Mateu (1929 - 1930)
- Esteve Riu i Busquets (1930 - 1931)
- Esteve Vilà i Masó (1931 - 1933)
- Pere Pujol i Barceló (1933 - 1934)
- Ramon Miralpeix i Mateu (1934 - 1936)
- Jaume Baró i Arabia (1936 - 1936)
- Pere Nin i Casellas (1936 - 1938)
- Jeroni Escuder i Calls (1938 - 1939)
- Ricard Net i Puig (1939 - 1951)
- Josep Maria Riu i Vulart (1951 - 1965)
- Francesc Puig i Arabia (1965 - 1974)
- Joan Net i Cañellas (1974 - 1979)
- Lluís Riu i Rovira de Villar (1979 - 1991)
- Antoni Pascual i Rovira (1991 - 1995)
- Alfons Bosch i Garcia (1995 - 1999)
- Salvador Cañellas i Baró (1999 -)